# Ledra muda
Ledra muda är en insektsart som beskrevs av William Lucas Distant 1909. Ledra muda ingår i släktet Ledra och familjen dvärgstritar. Inga underarter finns listade i Catalogue of Life.